# Hippopotamus gorgops
A Hippopotamus gorgops az emlősök (Mammalia) osztályának párosujjú patások (Artiodactyla) rendjébe, ezen belül a vízilófélék (Hippopotamidae) családjába tartozó fosszilis faj.

## Előfordulása
A Hippopotamus gorgops először Afrikában jelent meg, a miocén kor vége felé. A pliocén kor elején betelepült Európába (ahol először fedezték fel) is. A Würm-glaciális idején pedig kihalt.

## Megjelenése
A Hippopotamus gorgops testhossza 4,3 méter, marmagassága 2,1 méter és testtömege 3900 4500kilogramm volt; ezekkel a méretekkel, jóval nagyobb volt a ma is élő rokonánál, a nílusi vízilónál (Hippopotamus amphibius). Legfőbb ismertetőjele a szemeinek az elhelyezkedése volt; habár a mai nílusi vízilónak a szemei fejének felső szélein vannak, a Hippopotamus gorgops a szemek szélsőséges elhelyezkedését tovább vitte. A Hippopotamus gorgops szemüregei jóval kimagasodtak a koponyából, majdnem nyúlványokként hatottak. Ilyen módon ez az ősállat, a mai rokonától eltérően, még jobban lebukhatott a vízbe, azonban tovább kémkedhetett a felszínen.

## Képek

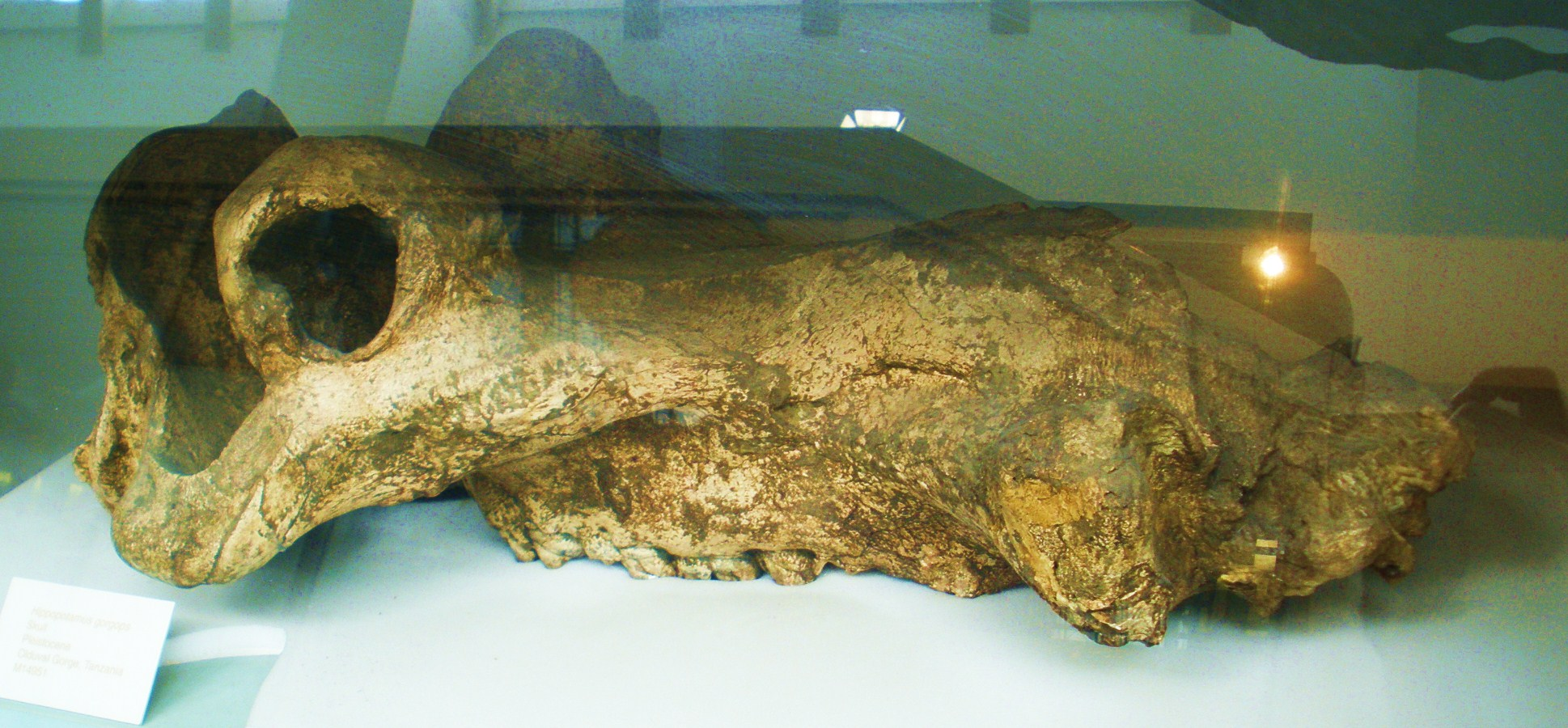
Ezen a részleges koponyán jól látszik az állat kiemelkedő szemürege
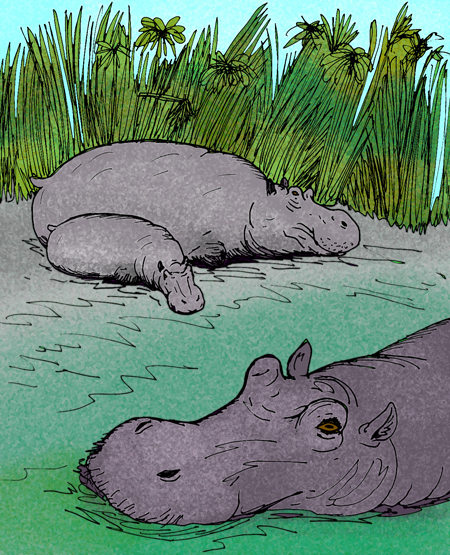
Hippopotamus gorgops csorda a természetes élőhelyén (rekonstrukció)

### Fordítás
- Ez a szócikk részben vagy egészben  a   Hippopotamus gorgops című angol Wikipédia-szócikk ezen változatának fordításán alapul.  Az eredeti cikk szerkesztőit annak laptörténete sorolja fel. Ez a jelzés csupán a megfogalmazás eredetét és a szerzői jogokat jelzi, nem szolgál a cikkben szereplő információk forrásmegjelöléseként.